# Genista sanabrensis
Genista sanabrensis  es una especie arbustiva perteneciente a la familia de las fabáceas. Recibe el nombre común de gatina sanabresa y también gatiña, abrojo y gatuña, aunque estos últimos también son aplicados indistintamente a otras especies del género Genista.

## Descripción
Planta sufrútice que alcanza 0,15 — 0,3 metros de altura. Matorral rastrero, presenta ramas intrincadas con costillas semicilíndricas. Los tallos terminan en una espina. Caduca, hoja simple solo presente durante la elongación del tallo, de forma linear y de apenas 1 — 4 mm. dispuestas de manera alterna, subalterna u opuesta. Flores axilares, normalmente en grupos de 2 a 4, de color amarillo. Floración de junio a agosto. Muy similar a la G. hystrix con la que suele ser confundida.

## Distribución y hábitat
La Genista sanabrensis un endemismo de zonas montañosas de las provincias españolas de Zamora, León y Orense. Debe su nombre a la comarca zamorana de Sanabria, siendo muy abundante en el parque natural del Lago de Sanabria, aunque también está presente en los montes de Trevinca, en la sierra Segundera en la sierra de la Cabrera, los montes Aquilianos, el Teleno y la sierra del Eje. A pesar de lo limitado de su distribución, su abundancia permite que no esté catalogada como amenazada. Es una especie de media y alta montaña, presente a partir de los 1.700 metros de altitud sobre litosuelos ácidos propios de roquedos y laderas expuestas. Comparte hábitat con la G. carpetana.